# Tom Morello
Thomas Baptist Morello (Nova Iorque, 30 de maio de 1964), é um guitarrista e compositor estadunidense. Conhecido por seu trabalho na banda de metal Rage Against the Machine e também na extinta Audioslave(2001-2007), mas também trabalhou em carreira solo e outros projetos. Atualmente está com o supergrupo Prophets of Rage.

## Biografia
Tom Morello é filho de Ngethe Njoroge e Mary Morello. Sua mãe é uma historiadora e professora universitária, descendente de italianos e irlandeses e seu pai foi o primeiro embaixador do Quênia na ONU e ex-membro do Exército de Guerrilha Mau-Mau, que surgiram durante o processo de descolonização britânica do Quênia. Negando a paternidade, Njoroge foi embora pro Quênia e abandonou o bebê que estava com 16 meses de vida. Morello nasceu no bairro do Harlem, em Nova Iorque mas acabou crescendo em Marseilles, Illinois onde sua mãe dava aula de história estadunidense.
Tom foi para Harvard e se graduou com honras em Ciência Política. Durante a universidade, ele praticava pelo menos de 2 a 4 horas por dia de guitarra. Enquanto seus amigos saíram de Harvard para serem médicos e advogados, ele foi para Los Angeles, considerado o lugar para quem queria rock.
Morello, anos mais tarde, ajudou o Rage Against The Machine a se edificar no mundo, por suas letras politizadas e uma expressiva presença de palco, bem como suas inovadoras e surpreendentes técnicas de guitarra, no que diz respeito à distorção.
À frente do Rage Against The Machine, Tom revolucionou todo e qualquer tipo de música em seu instrumento, a guitarra. Com um equipamento considerado simples, ele procurava emular sons de DJ e grupos de hip-hop e rap americanos.
Seus equipamentos incluíam o pedal Whammy da Digitech, Wah-wah da Dunlop e guitarras que ele mesmo fazia. Diante de tal parafernália, Tom expressava sua infinita criatividade nesses equipamentos, criando assim uma marca própria e única no mundo da música.
Após o término do Rage Against The Machine com a saída de Zack de la Rocha, a banda começa a tocar com Chris Cornell, ex-vocalista da banda Soundgarden, trocando o nome do grupo para Audioslave e sendo intitulado como super-grupo.
Depois de 7 anos de estrada e 3 discos gravados, o Rage Against The Machine volta para fazer 3 shows nos EUA. Segundo Morello, atualmente a necessidade do país acordar para o problema da guerra é grande, e por isso, a banda vai fazer esses shows para alertar os americanos sobre os problemas. Semanas depois, Cornell anuncia a sua saída da banda, e ao que tudo indica que a volta do Rage Against The Machine é mais concreta.
Morello tem uma ONG com Serj Tankian, vocalista do System of a Down, chamada Axis of Justice e um projeto paralelo intitulado The Nightwatchman, onde ele mesmo toca e canta.
Junto com outro famoso guitarrista, Slash, Tom Morello é um personagem exclusivo do jogo Guitar Hero III: Legends of Rock, onde é possível tocar um solo exclusivo dele, em forma de batalha, e ao vencê-la, Morello se torna um personagem jogável, caso você o compre na loja do jogo após a batalha. Algum tempo depois do lançamento do jogo, algumas pessoas começaram a comparar Slash e Tom Morello, tanto no jogo, como na vida real, tanto no modo de tocar como nas habilidades.
Foi considerado o 40º melhor guitarrista de todos os tempos pela revista norte-americana Rolling Stone. Atualmente é guitarrista do Rage Against the Machine, que retornou suas atividades no ano de 2010.
Em 2014 Tom Morello fez participação no sexto álbum de estúdio da banda "Linkin Park" chamado " The Hunting Party", sua participação é na canção chamada "Drawbar".

## Equipamentos

### Guitarras
Tom Morello usa guitarras customizadas por ele de vários fabricantes, mas ele nunca teve um patrocínio de qualquer empresa de Guitarra.
Mongrel Custom: também conhecido como "Arm The Homeless" ("Armem os Sem-Teto" ou "Armas aos Sem-Teto") é a mais famosa e a principal guitarra de Tom Morello desde 1986 com afinação padrão. A guitarra foi feita pelo grupo Performance Guitar, CA, EUA, para Morello com às especificações exatas de Tom Morello. Esta guitarra tinha o corpo modelo Stratocaster, o braço Performance Corsair, 2 humbuckings Seymour-Duncan JB e ponte Floyd Rose original cromada. Porém, quando ele não gosta de alguma coisa ela é completamente remontada. Desde então, praticamente tudo foi mudado inúmeras vezes. A única coisa que sobrou da guitarra original é o corpo. A pintura é azul com os dizeres "Arm The Homeless" escrito em preto e vermelho. Tem uma chave de 3 posições para seleção de captadores instalada no "chifre" abaixo do braço, 2 controles de volume e um de tonalidade, 4 hipopótamos pintados na frente e um maior pintado na parte de trás de cabeça para baixo e um adesivo com a foice e o martelo. O braço é estilo Kramer mas, não se sabe a sua marca. Ele é feito em grafite, tem escala em rosewood de 22 trastes e um heastock estilo "banana" com tarraxas Gotoh Crownhead. A captação é EMG 85/EMG H e a ponte é  Ibanez Edge Floyd Rose. Esta guitarra está afinada com a afinação padrão de E. Esta guitarra está disponível no jogo Guitar Hero 3: Legends of Rock.
Fender Stratocaster Aerodyne: também conhecida como "Soul Power"(Poder da Alma). Ela tem um acabamento preto com branco e uma ligação headstock na cor correspondente. Ela tem as palavras "Soul Power" na parte superior do corpo na pintura prata. Essa Guitarra é a principal de Tom Morello na Audioslave para canções que estão em afinação padrão E.
Fender Telecaster ou "Sendero Luminoso".  Ele pegou essa guitarra em um negocio com o seu companheiro de quarto. A guitarra tem vários adesivos em seu corpo, principalmente as palavras "Sendero Luminoso" em branco e vermelho.
Ibanez Artstar Hollowbody Personalizada: Feita especialmente para Tom Morello. Baseado em um antigo Vox Ultrasonic, ela contém vários efeitos (wah, echo, dist, treble / bass boost) e sua pintura é vermelha e preta. Ela foi usada ao vivo na canção "Guerrilla Radio", de Rage Against the Machine. Raramente foi visto em qualquer outro lugar.
Goya Rangemaster de Greco - "St. George Creamy" - Comprado por Morello em uma casa de penhores canadense por US$ 60. Usada como uma guitarra drop-D para algumas músicas do álbum Evil Empire da RATM. Atualmente, ele está ajustada para a afinação Drop-B. Usada na Rage Against the Machine e na Audioslave.
Ibanez Talman (Personalizada): Ela tem 3 captadores single tipo "lipstick", sistema de tremolo Ibanez Lo-Pro Edge e uma chave de liga/desliga (killswitch). Tem acabamento personalizado com a bandeira do Quênia e foi usado em "Revolver", "How I Could Just Kill A Man", e "Pistol Grip Pump" para Rage Against the Machine e "Exploder" para Audioslave. A guitarra tem um captador com defeito interno, que faz ruídos muito estranhos de realimentação (feedback) e que Tom os manipula com o potenciômetro de tonalidade e o tremolo da guitarra. Essa técnica pode ser ouvida no início de "Revolver" da Rage Against the Machine, "Exploder" da Audioslave, e a versão ao vivo de Street Sweeper Social Club’s Promenade. Tom é dono de uma segunda Talman, com um acabamento branco, com dois humbuckers.
Gibson EDS-1275 (Double Neck SG): Sintonizado em drop-D. Esta Guitarra só foi utilizada em "The Ghost of Tom Joad".
Ovation Breadwinner: Afinada em Drop-E, ela foi utilizada em “Ashes in the Fall” na banda Rage Against the Machine. Também é usado com um amplificador MusicMan e um pedal Vox Tone Bender para capturar o áudio da estação da rádio-coreana ouvido no final de "Sleep Now in the Fire". Essa Guitarra é dono de duas outras pessoas e ela é limita para o estúdio, pois eles acham feia.
Gibson "Budweiser" Les Paul: Usada durante a gravação do terceiro álbum do Audioslave "Revelations". Ele odiava o logotipo da Budweiser na Guitarra e decidiu queima-lá no  estacionamento do estúdio. Seu técnico de Guitarra a Redesenhou. Ele gostou da nova aparência e modificou a guitarra com captadores DiMarzio.
Gibson Les Paul Standard #1: Acabamento Explosão de Laranja. Sintonizado com Drop-B para uso na Audioslave e na de Street Sweeper Social Club’s.
Gibson Les Paul Standard #2: Acabamento vermelho. Essa Guitarra foi raramente utilizada em "Out of Exile" da Audioslave  onde foi ajustado para drop-D e usado somente para covers da Soundgarden.
Gibson Les Paul Standard #3: Acabamento sunburst tobacco. Sintonizado em Drop B e utilizado na Street Sweeper Social Club. Pode ser visto no vídeo da música "100 little curses".
James Trussart Steelcaster: Uma guitarra estilo Telecaster com um corpo em aço e com uma estrela vermelha ao longo de um holey front. Vista ocasionalmente na Turnê de Reencontro da Rage Against the Machine.
Guitarra Ibanez Roadstar: A Guitarra substituta da Arm The Homeless. Tem todas as mesmas especificações da Arm The Homeless com acabamento azul claro, edge trem, toggle switchoon botão horn, emg pickups etc.). Esta guitarra pode ser visto brevemente no vídeo da musica Sleep Now in The Fire”.
Guitarra Whatever It Takes: Uma Customização da Guitarra Acústica Ibanez. Tom usa essa Guitarra durante os concertos como The Nightwatchman.

### Pedais e Amplificadores
Os Pedais e Amplificadores de Tom Morello tem sido praticamente os mesmo ao longo de sua carreira na RATM, na Audioslave e na Street Sweeper Social Club.
Pedais
- Digitech Space Station XP-300
- Boss TU-3 Chromatic Turner
- Dunlop Crybaby
- Digitech Whammy WH-1
- Boss DD-3 Digital Delay
- Boss DD-3 Digital Delay
- DOD FX40b Equalizer
- MXR Phase 90

Amplificadores
- Marshall JCM800 2205 (50-watt)
- Peavey 4x12 Cabinet

## Aparições em Filmes
Tom Morello esteve em diversas Trilhas sonoras de filmes, incluindo Talladega Nights: The Ballad of Ricky Bobby, Com a Bola Toda, Homem-Aranha, Homem de Ferro, Círculo de Fogo e mais recentemente The A-Team. Ele também estrela o filme Berkeley (2005) e Star Trek: Insurrection.

## Aparições em Jogos
No game Guitar Hero III:Legends of Rock, é possível duelar com Tom Morello, que depois de vencido pode ser um personagem jogável.

## Projetos
Orchid
Em 2011 Tom lança Orchid (Orquídea, em português) editada pela Dark Horse Comics, responsável pela publicação de HQs de renome como Sin City e Hellboy.
Pouco foi divulgado sobre a trama: uma jovem e oprimida prostituta descobre que está destinada a uma vocação maior. A ambientação será um futuro distópico em que os pobres são escravizados pelos ricos e poderosos. O tema imediatamente evoca as letras do RATM, que com frequência abordavam a desigualdade social. Cada edição contará com uma canção inédita do artista, que servirá de trilha sonora ao episódio em questão e disponibilizada para download gratuitamente. Morello assina o texto de Orchid, e trabalhou nas ilustrações ao lado de Scott Hepburn, jovem artista que desenhou diversos quadrinhos da Dark Horse  Guerra nas Estrelas.

### The Nightwatchman
The Nightwatchman é o alter-ego e a "carreira solo" de Tom Morello. Foi formada em 2003 como uma saída para suas opiniões políticas, enquanto ele tocava na Audioslave.

### Carreira
Morello criou a identidade do The Nightwatchman, para oferecer ao público um pseudo-Bob Dylan do século 21, quando ele desejou retornar ao ativismo político em suas músicas, pois não era assim na Audioslave e sim na Rage Against The Machine. Morello descreve The Nightwatchman como "o  Robin Hood Negro da música do século 21". Resumindo, Tom Morello criou o Nightwatchman como uma reação contra as guerras, contra os ataques, a tortura, as prisões secretas, espiar ilegalmente cidadãos americanos. The Nightwatchman começou a tocar música folk acústica político em uma cafeteria de Los Angeles antes de uma pequena multidão, e logo depois passou a Billy Bragg Diga-nos o passeio Truth .
| “             | "The Nightwatchman é o meu alter-ego político popular. Eu tenho escrito essas músicas e reproduzi-los em noites de microfone aberto com os amigos por algum tempo. Esta é a primeira vez eu excursionou com ele. Quando eu ia Cantar nas Noites de Microfone aberto, eu era anunciado como The Nightwatchman." | ” |
| — Tom Morello | |   |